# Symmetropleura boliviana
Symmetropleura boliviana är en insektsart som beskrevs av Bruner, L. 1915. Symmetropleura boliviana ingår i släktet Symmetropleura och familjen vårtbitare. Inga underarter finns listade i Catalogue of Life.